# Оранжевый личинкоед
Оранжевый личинкоед (лат. Campochaera sloetii) — вид воробьиных птиц из семейства личинкоедовых (Campephagidae). Единственный представитель одноимённого рода Campochaera. Выделяют два подвида. Эндемик Новой Гвинеи.

## Описание
Оранжевый личинкоед достигает длины 20 см и массы от 36 до 46 г. Отличается от остальных представителей семейства преобладанием золотисто-жёлтого цвета в окраске оперения. У взрослых самцов серая макушка; основание лба, уздечка и кроющие перья ушей до горла и верхней части груди чёрного цвета с зеленоватым отливом. Чёрная область отделена от макушки и задней части шеи белой полосой. Верхняя часть тела преимущественно золотисто-жёлтая, на лопатках чуть более оливковая, более яркая от нижней части спины до кроющих перьев хвоста. Кроющие перья крыльев чёрные, с зеленоватым отливом, средние с узким белым кончиком, большие кроющие с широкой белой каймой. Первостепенные кроющие и маховые перья чёрные, третьестепенные с белой каймой. Рулевые перья чёрные с белыми кончиками, самая широкие белые кончики на внешних рулевых перьях. Нижняя часть тела ярко-золотисто-жёлтая, подмышечные впадины и нижние кроющие перья крыльев белые. Радужная оболочка тёмно-коричневая; клюв и ноги чёрные.
Самка менее яркая, чем самец, у неё мантия оливкового оттенка, чёрный цвет на голове и груди заменен серым, перья вокруг глаз чёрные, а серая часть макушки окрашена в жёлтый цвет. Молодые особи не описаны; неполовозрелые особи похожи на самок, но серая окраска головы заменена жёлтой, серое пятно есть только на верхней части груди. Подвид C. s. flaviceps отличается от номинанта более зеленоватой макушкой и чуть более оливково-жёлтой общей окраской оперения.

## Вокализация
Оранжевый личинкоед довольно шумная птица. Вокализация самцов представлена быстрым, булькающим, повторяющимся звуком «chirrapa», часто с добавлением более высоких нот, таких как «chrripaéé» или «wírrápáhee»; часто добавляются 1—2 пары более низких и более высоких нот. Самка может издавать шипящие или хихикающие звуки перед призывом самца. При пении дуэтом самка часто издаёт повышенные или пониженные звуки в течение последних 2—3 нот крика самца. У птиц с северо-запада ареала отсутствуют музыкальные звуки, они начинают крик взрывным щелканьем.

## Места обитания и биология
Оранжевый личинкоед является эндемиком Новой Гвинеи. Обитает во влажных первичных тропических лесах, как в горных, так и низинных. Встречается на высоте до 1100 м над уровнем моря. Питается фруктами и насекомыми. Добывает корм парами или небольшими стаями в верхних ярусах кроны; собирая пищу с листвы или взлетая с присады. Биология размножения не исследована. Предполагают, что размножаются в сезон дождей, с ноября по март. Другой информации нет.

## Подвиды
Выделяют два подвида:
- Campochaera sloetii sloetii (Schlegel, 1866) — полуостров Чендравасих (северо-запад Новой Гвинеи) и север центра Новой Гвинеи
- Campochaera sloetii flaviceps Salvadori, 1879 — юг и юго-восток Новой Гвинеи